# Daria Kowalczyk
Daria Kowalczyk, z domu Oleszczuk (ur. 2 grudnia 1972 w Żyrardowie, zm. 31 maja 2018) – polska prawnik, legislator, bankier i urzędniczka państwowa, doktor nauk prawnych, w latach 2003–2005 podsekretarz stanu w Ministerstwie Rolnictwa i Rozwoju Wsi, w latach 2005–2006 wiceprezes Agencji Restrukturyzacji i Modernizacji Rolnictwa.

## Życiorys
Pochodziła z Mszczonowa, gdzie ukończyła liceum ogólnokształcące. W 1996 została absolwentką Wydziału Prawa i Administracji Uniwersytetu Łódzkiego, zdobyła następnie uprawnienia radcy prawnego. W 2000 uzyskała na Uniwersytecie Łódzkim stopień doktora nauk prawnych ze specjalnością w publicznym prawie gospodarczym na podstawie pracy pt. Nadzór ubezpieczeniowy w Polsce na tle prawnoporównawczym. W swej karierze zawodowej pracowała w administracji rządowej jako legislator kolejno w: Departamencie Prawnym Urzędu Rady Ministrów, Departamencie Legislacyjnym Kancelarii Prezesa Rady Ministrów i Departamencie Legislacyjnym Rządowego Centrum Legislacji.
29 sierpnia 2003 powołana na stanowisko podsekretarza stanu w Ministerstwie Rolnictwa i Rozwoju Wsi, odpowiedzialnego za legislację, nieruchomości i gospodarowanie ziemią. Była współodpowiedzialna za wejście Polski do Unii Europejskiej w obszarze rolnictwa. Została odwołana 14 lutego 2005. Tego samego dnia objęła następnie stanowisko zastępcy prezesa Agencji Restrukturyzacji i Modernizacji Rolnictwa, odpowiedzialnego za instrumenty strukturalne; pełniła je do 31 marca 2006. Później związała się z firmą ubezpieczeniową Concordia, a także była zastępczynią dyrektora departamentu finansowania agrobiznesu w Banku Gospodarki Żywnościowej.
Była żoną ekonomisty i nauczyciela akademickiego Stanisława Kowalczyka.
Pochowana na warszawskim Cmentarzu w Pyrach.